# 비의
비의(費禕, ? ~ 253년 음력 1월 1일)는 중국 삼국시대 촉한의 정치가로, 자는 문위(文偉)이며 형주 강하군 맹현(鄳縣) 사람이다. 장완 사후 촉의 전권을 위임받았다.

## 생애
어려서 아버지를 잃고, 익주목(益州牧) 유장(劉璋)의 어머니의 조카인 족부 비백인에게 의탁했다. 유장은 비백인에게 사신을 보내 영접했고, 비백인은 비의를 촉으로 유학보냈다.
그런데 마침 유비가 촉을 평정하여 비의는 그대로 그 곳에 남았고, 여남의 허숙룡과 남군의 동윤과 명성을 나란히 했다. 그 무렵, 허정이 아들을 잃어 동윤은 친구가 된 비의와 함께 장지까지 가려고 했다. 동윤이 아버지 동화에게 수레를 요청하자, 동화는 뒷쪽이 뚫려있는 녹거를 주었고, 동윤은 수레에 타기 어렵다는 기색을 하여 비의가 먼저 앞에서 올라탔다.
장지에 도착하자 제갈량 및 많은 귀인들이 모였고, 수레는 매우 적었다. 동윤은 안색이 편하지 못했으나 비의는 태연했다. 수레를 모는 사람이 집으로 돌아오자, 동화는 상황을 묻고는 이와 같음을 알고서 동윤에게 말했다.
"나는 항상 너를 문위(비의)와 비교하여 우열을 구별하지 못하여 회의했으나, 오늘 이후로 이 의혹은 풀리게 되었구나."
비의는 성격이 선량하고 온후하며 남의 의견을 경청할 줄 아는 성격을 지녀 많은 문무백관들이 고민이 생기면 비의에게 고민을 털어 놓았다. 그리고 비의는 이들의 고민을 잘 들어주어 많은 이들의 존경을 받았다. 이런 비의의 성격으로 인해 훗날 위연과 양의가 반목하여 심하게 마찰을 일으켜도 둘을 잘 달래서 중재하여 각자 맡은 분야에서 임무를 아무 문제없이 수행할 수 있도록 했다.
221년 유비가 황제 자리에 올라 유선(뒤의 후주)를 태자로 세우자, 비의는 동윤과 함께 태자사인이 되었으며, 승진하여 서자가 되었다.
223년 유비가 죽고 유선이 제위에 오른 후에는 황문시랑에 임명되었다.
225년 승상 제갈량이 남정에서 돌아왔을 때, 관료들은 수십리까지 가서 영접했다. 그 관료들은 비의보다 나이가 위였으나 제갈량은 특별히 비의에게 수레를 탈 것을 명했고, 그 이후로부터 모든 사람들은 그를 보는 눈이 바뀌었다.
제갈량은 남정에서 돌아온지 얼마 안 되어 비의를 소신교위에 임명하여 손권에게 보냈다. 손권은 성격이 본래 해학스러운 것을 좋아했고 사람을 비웃는 것이 끝이 없었으며, 그의 밑에 있는 제갈각, 양도 등은 재능이 넓고 결단성이 있어 변설에 능했는데, 그들이 변론학을 힐난할 때마다 비의는 날카로운 기세가 어디로 가든 바른 말을 하고 독실한 태도로써 이치에 근거하여 대답했으므로 오의 막료들은 끝내 비의를 말로써 굴복시킬수 없었다.
그래서 손권은 그를 귀중하게 여겨 말했다.
"그대는 천하의 미덕을 갖춘 사람입니다, 틀림없이 촉이 제일 신임하는 신하가 될 것입니다. 오나라로 자주 오는 것이 불가능할까 걱정됩니다."
비의가 촉으로 돌아오자, 시중으로 승진했다가 제갈량이 한중에 주둔했을 때, 제갈량은 유선에게 요청하여 비의는 참군이 되었다. 그리고 그는 유선의 뜻을 받들어 오나라에 자주 사자로 갔다.
230년 비의는 제갈량의 북벌에 참가하여 중호군으로 전임되었다가 사마로 임명되었다, 마침 군사 위연과 장사 양의는 서로 증오하여 한자리에 앉을 때마다 증오했고 심지어는 위연이 양의를 죽이려고까지 하였다. 그런 와중에 비의는 두 사람의 사이에 앉아 간언하고 훈계해 주며 시비를 구분하고 깨우쳐 주었다. 제갈량이 죽기 전까지, 위연과 양의가 각자 갖고 있는 능력을 발휘하도록 한 것은 모두 비의의 조력 덕분이었다.
제갈량이 죽은 후 비의는 후군사로 승진했다. 이때 양의가 중군사라는 높은 관직에 봉해졌음에도 장완을 질투하여 위나라로 귀순해야 했다는 말을 비의에게 흘려버렸다. 비의는 이를 황제 유선에게 보고하였고 양의는 서민으로 강등당한 후에도 비방을 그치지 않았다. 결국 유선에게 이 것이 탄로나 양의는 스스로 목숨을 끊었다. 얼마 안 가 제갈량의 뒤를 이은 장완을 대신하여 상서령이 되었다. 장완이 한중에서 부현으로 돌아가자, 비의는 대장군이 되었으며 녹상서사가 되었다.
244년 위나라 조상이 이끄는 군대가 한중을 침공하여 흥세산(興勢山)에 주둔하려고 하자, 유선은 비의에게 부절을 주어 위나라 군대와 싸우고 있는 왕평을 도와 위나라군을 막도록 했다.
그런데 도중에 광록대부 내민이 비의가 있는 곳에 와서 바둑을 두자고 청했다. 이때 긴급문서가 도착해 병사와 말은 무장해 있었고, 수레와 말을 정비하는 일이 끝났지만 비의와 내민은 대국에 열중하여 피곤한 기색이 없었다.
그때 내민이 말했다.
"잠시 그대를 시험해 보았을 뿐입니다, 그대는 진정 적임자입니다. 반드시 적을 무찌를 수 있을 것입니다."
내민의 말대로 비의는 마침 후퇴하고 있는 적을 공격하여 적은 뿔뿔이 흩어져 도망가기에 바빴다. 이 공으로 비의는 성향후에 봉해졌다.
장완이 주목을 완곡하게 사양하여 비의는 또 익주자사를 겸임했다. 비의의 공적과 명성은 장완에 필적할 만했다.
245년 장완이 죽은 후에는 그에게부터 병권을 이어받았으며, 248년 왕평이 죽은 후에는 한중에 주둔했다.
유선이 장완과 비의를 신뢰했던 예로 장완부터 비의에 이르기까지 이들은 비록 밖에 나가 있었으나 상을 준다든가 칭찬한다든지 하는 일들은 모두 먼 곳에서 이들에게 자문을 구한 후에 집행하였다.
251년 여름 비의는 성도로 돌아왔으나 성도의 운기를 보고 점쟁이가 "도성에는 재상의 자리가 없다"고 말하자 비의는 겨울에 다시 북쪽에 있는 한수에 주둔했다.
252년 유선은 비의에게 부서를 개설하라고 명령했다. 253년 정월(음력) 대연회가 개최되었는데 위나라에서 항복한 곽순이 칼을 품고 출석했다. 곽순은 애초에 유선을 암살하려 했으나 그 경호가 매우 삼엄해서 쉽지 않았다. 이때 비의는 이전부터 장억에게 너무 경계에 소홀하다며 경고를 받을 정도로 새로 귀순한 자에게도 허물이 없었다. 이에 비의가 만취했을 때 대신 죽였다. 시호는 경후였다.
아들 비승이 그의 작위를 이어 황문시랑이 되었으며, 그의 동생 비공은 공주를 아내로 맞이했고, 비의의 맏딸은 유선의 비가 되었다.

## 《삼국지연의》 속 비의
이름은 비위(費褘)이며, 유장의 막료로 있었다가 유비를 섬긴다.
유비 사후 제갈량의 남정에서 같이 동행했고, 북벌에서는 성도에서 동윤과 함께 내정을 담당했다. 제갈량 사후에는 반란을 일으킨 위연의 반란을 수습하여 서경령에 올라 대장군 장완을 보좌했다.
위에서 사마의가 정권을 잡고 조상이 처형당했을 때, 이를 틈타 강유가 북벌을 하려 하자 반대했다. 그의 죽음에 대한 것은 연의에 나오지 않기에 연의에서도 보통 비위는 암살로 세상을 떠나는 것으로 나온다.

## 비의? 비위?
진수가 편찬한 《삼국지》와 사마광의 《자치통감》에서는 비의(費禕)로 기록되어있다. 그러나 나관중의 《삼국지연의》에서는 비위(費褘)로 기록되어있다. 이는 나관중이 ‘의(禕)’를 ‘위(褘)’로 잘못 보아 두찬한 결과로, 지금까지 대중들 사이에서 《삼국지연의》가 더 많이 읽혀져왔고 또한 코에이 삼국지 한글화에서도 비위로 오역하여 오늘날 비의보다는 비위로 더 잘 알려져있게 된 것이다.

## 가계

### 같이 보기
- 비관